# تارون شاندرا
تارون شاندرا هو ممثل هندي، ولد في 27 أبريل 1983 في الهند.

## وصلات خارجية
- تارون شاندرا على موقع IMDb (الإنجليزية)